# Збірна Еквадору з футболу
Збірна Еквадору з футболу — національна футбольна команда Еквадору, яка представляє Еквадор на міжнародних турнірах з футболу та контролюється Еквадорською федерацією футболу.

## Історія
Довгий час збірна Еквадору поряд зі збірною Венесуели вважалася найневдалішою командою в Південній Америці, проте в останні десятиліття ця команда почала прогресувати, чотири рази пройшовши кваліфікацію на Чемпіонат світу: у 2002 році в Японії та Південній Кореї, у 2006 році в Німеччині, у  2014 році у Бразилії та у 2022 році у Катарі. Причому у другому випадку еквадорці змогли вийти з групи до 1/8 фіналу, де вони програли збірній Англії, ставши останньою командою, яка пропустила гол від Девіда Бекхема у матчі чемпіонату світу. У квітні 2013 року збірна Еквадору піднялася на 10-те місце у рейтингу ФІФА, найвище у своїй історії.
Станом на 28 листопада 2024 посідає 24-e місце у рейтингу футбольних збірних світу.
Збірна Катару, як господар чемпіонату світу 2022 зіграє проти збірної Еквадору в матчі-відкритті турніру. Як повідомив журналіст Амджад Таха, катарці заплатили Еквадору 7,4 мільйона доларів, щоб виграти матч з рахунком 1:0 завдяки голу у другій половині.

## Виступи на ЧС
| Рік         | Раунд               | Поз                 | І                   | В                   | Н                   | П                   | ГЗ                  | ГП                  |
| ----------- | ------------------- | ------------------- | ------------------- | ------------------- | ------------------- | ------------------- | ------------------- | ------------------- |
| 1930 — 1938 | не брала участі     | не брала участі     | не брала участі     | не брала участі     | не брала участі     | не брала участі     | не брала участі     | не брала участі     |
| 1950        | знялась зі змагання | знялась зі змагання | знялась зі змагання | знялась зі змагання | знялась зі змагання | знялась зі змагання | знялась зі змагання | знялась зі змагання |
| 1954 — 1958 | не брала участі     | не брала участі     | не брала участі     | не брала участі     | не брала участі     | не брала участі     | не брала участі     | не брала участі     |
| 1962 — 1998 | не кваліфікувалась  | не кваліфікувалась  | не кваліфікувалась  | не кваліфікувалась  | не кваліфікувалась  | не кваліфікувалась  | не кваліфікувалась  | не кваліфікувалась  |
| / 2002      | груповий етап       | 24                  | 3                   | 1                   | 0                   | 2                   | 2                   | 4                   |
| 2006        | 1/8                 | 12                  | 4                   | 2                   | 0                   | 2                   | 5                   | 4                   |
| 2010        | не кваліфікувалась  | не кваліфікувалась  | не кваліфікувалась  | не кваліфікувалась  | не кваліфікувалась  | не кваліфікувалась  | не кваліфікувалась  | не кваліфікувалась  |
| 2014        | груповий етап       | 17                  | 3                   | 1                   | 1                   | 1                   | 3                   | 3                   |
| 2018        | не кваліфікувалась  | не кваліфікувалась  | не кваліфікувалась  | не кваліфікувалась  | не кваліфікувалась  | не кваліфікувалась  | не кваліфікувалась  | не кваліфікувалась  |
| 2022        | груповий етап       |                     | 3                   | 1                   | 1                   | 1                   | 4                   | 3                   |
| Всього      | 4/22                | 12                  | 13                  | 5                   | 2                   | 6                   | 14                  | 14                  |

## Поточний склад
Заявка збірної для участі у чемпіонаті світу 2014 року (вік та кількість ігор за збірну станом на початок чемпіонату — 12 червня 2014 року):
| №               | Гравець             | Клуб (у 2014)              | Дата народження  | Вік      | Ігор     | Голів    |          |
| Воротарі        | Воротарі            | Воротарі                   | Воротарі         | Воротарі | Воротарі | Воротарі | Воротарі |
| --------------- | ------------------- | -------------------------- | ---------------- | -------- | -------- | -------- | -------- |
| 1               | Максімо Бангера     | «Барселона» (Гуаякіль)     | 16 грудня 1985   | 28       | 25       |          |          |
| 12              | Адріан Боне         | «Депортіво Ель Насьйональ» | 8 вересня 1988   | 25       | 3        |          |          |
| 22              | Александер Домінгес | «ЛДУ Кіто»                 | 5 червня 1987    | 27       | 18       |          |          |
| Захисники       |                     |                            |                  |          |          |          |          |
| 2               | Хорхе Гвагуа        | «Емелек»                   | 28 вересня 1981  | 32       | 59       | 2        |          |
| 3               | Фріксон Ерасо       | «Фламенго»                 | 5 травня 1988    | 26       | 37       | 1        |          |
| 4               | Хуан Карлос Паредес | «Барселона» (Гуаякіль)     | 8 липня 1987     | 26       | 38       | 0        |          |
| 10              | Вальтер Айові       | «Пачука»                   | 9 червня 1984    | 30       | 90       | 8        |          |
| 18              | Оскар Багуї         | «Емелек»                   | 10 грудня 1982   | 31       | 21       | 0        |          |
| 21              | Габріель Ачільєр    | «Емелек»                   | 24 березня 1985  | 29       | 23       | 0        |          |
| Півзахисники    |                     |                            |                  |          |          |          |          |
| 5               | Ренато Ібарра       | «Вітесс»                   | 20 січня 1991    | 23       | 18       | 0        |          |
| 6               | Крістіан Нобоа      | «Динамо» (Москва)          | 9 квітня 1985    | 29       | 42       | 2        |          |
| 7               | Джефферсон Монтеро  | «Монаркас»                 | 1 вересня 1989   | 24       | 40       | 8        |          |
| 8               | Едісон Мендес       | «Санта-Фе»                 | 16 березня 1979  | 35       | 111      | 18       |          |
| 9               | Хоао Рохас          | «Крус Асуль»               | 14 червня 1989   | 24       | 30       | 2        |          |
| 14              | Освальдо Мінда      | «Чивас Ю.Ес.Ей.»           | 26 липня 1983    | 30       | 18       | 0        |          |
| 15              | Мічаель Арройо      | «Атланте»                  | 23 квітня 1987   | 27       | 20       | 3        |          |
| 16              | Антоніо Валенсія    | «Манчестер Юнайтед»        | 4 серпня 1985    | 28       | 71       | 8        |          |
| 19              | Луїс Сарітама       | «Барселона» (Гуаякіль)     | 20 жовтня 1983   | 30       | 49       | 0        |          |
| 20              | Фідель Мартінес     | «Тіхуана»                  | 15 лютого 1990   | 24       | 8        | 2        |          |
| 23              | Карлос Груесо       | «Штутгарт»                 | 19 квітня 1995   | 19       | 3        | 0        |          |
| Нападники       |                     |                            |                  |          |          |          |          |
| 11              | Феліпе Кайседо      | «Аль-Джазіра»              | 5 вересня 1988   | 25       | 49       | 15       |          |
| 13              | Еннер Валенсія      | «Пачука»                   | 4 листопада 1989 | 24       | 10       | 4        |          |
| 17              | Хайме Айові         | «Тіхуана»                  | 21 лютого 1988   | 26       | 30       | 9        |          |
| Головний тренер |                     |                            |                  |          |          |          |          |
| Колумбія        | Рейнальдо Руеда     |                            | 3 лютого 1957    | 57       |          |          |          |
|                 |                     |                            |                  |          |          |          |          |

Докладніше...

## Форма
|           |
| 1941–1945 |

|           |
| 1945–1947 |

|           |
| 1949–1953 |

|           |
| 1953–1955 |

|           |
| 1955–1966 |

|           |
| 1966–1973 |

|           |
| 1973–1983 |

|           |
| 1983–1985 |

|           |
| 1985–1992 |

|           |
| 1992–1994 |

|           |
| 1994–1998 |

|           |
| 1998–2002 |

|      |
| 2002 |

|           |
| 2003–2006 |

|      |
| 2006 |

|           |
| 2007–2011 |

|           |
| 2011–2014 |

|      |
| 2014 |